# گریبایدوف ۲۸۳۷
سیارک ۲۸۳۷ (به انگلیسی: 2837 Griboedov، نامگذاری:1971TJ2) دو هزار و هشتصد و سی و هفتمین سیارک کشف شده‌است که در ۱۳ اکتبر ۱۹۷۱ کشف شد.
قدر مطلق سیارک برابر ۱۱٫۹۰ است.